# سوزان أوينز
سوزان أوينز (بالإنجليزية: Susan Owens)‏ هي قاضية ومحامية أمريكية، ولدت في 1949.

## وصلات خارجية
- سوزان أوينز على موقع إن إن دي بي (الإنجليزية)